# Ophichthus exourus
Ophichthus exourus är en fiskart som beskrevs av Mccosker, 1999. Ophichthus exourus ingår i släktet Ophichthus och familjen Ophichthidae. Inga underarter finns listade i Catalogue of Life.